# EdCamp
EdCamp (едкемп) — конференції, які проводять самі учасники — як правило, їх називають «неконференцією». Edcamp призначені для отримання інтерактивного професійного досвіду викладачами шкіл (за західними стандартами — викладачами системи К-12). Edcamps є зразком barcamp'а, де безкоштовні конференції учасників з основним акцентом на технології і комп'ютери. Освітні технології — найпоширеніша тема на edcamp'і, так само, як і педагогіка, практичні приклади використання в навчальному процесі сучасних технологій, вирішення проблем у класі.
Зазвичай відвідування Edcamp'у безкоштовне або за символічну плату. Сесії не плануються аж до дня проведення, коли учасники можуть вільно обирати і сприяти розвитку будь-якої теми із заявлених тем на свій вибір. Edcamps організовується за принципом «жодних обов'язкових спікерів і обов'язкових доповідей; надихати учасників знаходити (або самому вести) теми, які задовольняють їхні власні потреби та інтереси».
Перший edcamp був проведений у травні 2010 у Філадельфії. З того часу було проведено 200 edcamp events [Архівовано 2 травня 2017 у Wayback Machine.] в усьому світі. Edcamp Foundation [Архівовано 12 листопада 2020 у Wayback Machine.] було створено у грудні 2011 року для допомоги учителям та іншим зацікавленим особам, які проводять едкампи. Принцип дії Edcamp Foundation: сприяти органічному професійному розвитку вчителів у всьому світі через залучення їх самих до участі в цьому процесі («promote organic, participant-driven professional development for K-12 educators worldwide»).
Першим едкампом, який проходив іншою, відмінною від англійської, мовою був edcamp Stockholm 11 жовтня 2011 року (шведською) та edcamp Montreal [Архівовано 13 червня 2017 у Wayback Machine.] 11 листопада 2011 року (французькою).

## EdCamp Ukraine
В Україні існує національна спільнота відповідального вчительства EdCamp Ukraine, створена за принципами міжнародного руху EdCamp.
Перша національна конференція пройшла 23 і 24 червня 2015 року у Харкові.
Друга національна EdCamp Ukraine пройшла також у Харкові в 2016 році, 9 і 10 квітня.
Третя національна EdCamp Ukraine пройшла у Харкові в 2017 році, 29 і 30 квітня.
Четверта національна EdCamp Ukraine пройде у Харкові в 2018 році, 2 і 3 липня.

### 2017/2018 навчальний рік

#### Афілійований міні-EdCamp
- Бердичівський міський ліцей №15 [Архівовано 12 лютого 2018 у Wayback Machine.]. (22.02.2018) Тематика: "ФОРМУВАННЯ КЛЮЧОВИХ КОМПЕТЕНТНОСТЕЙ НА УРОКАХ ПРИРОДНИЧО - МАТЕМАТИЧНИХ ДИСЦИПЛІН". Фотозвіт: Частина1 [Архівовано 28 лютого 2018 у Wayback Machine.], Частина2 [Архівовано 28 лютого 2018 у Wayback Machine.], Частина3 [Архівовано 28 лютого 2018 у Wayback Machine.].

### 2016/2017 навчальний рік
З листопада 2016 по квітень 2017 було проведено 24 унікальних міні-EdCamp'и — 11 за офіційною програмою та 13 за афілійованою:

#### Міні-EdCamp
- Хмелівська ЗОШ Кіровоградської області (25 листопада 2016 р.) Тематика: Розвиток життєвих компетенцій та їх роль у житті сучасної успішної людини. Координаторка: Майя Тутаєва, директорка Хмелівської ЗОШ.
- Першотравенська ЗОШ № 2 Дніпропетровської області (18 грудня 2016 р.) Тематика: Медіаосвіта у школі. Координаторки: Наталія Понежа і Інна Іванова, заступниці директора з навчально-виховної роботи Першотравенської ЗОШ № 2.
- Спеціалізований ЗНЗ із поглибленим вивченням іноземних мов LIKO-SCHOOL (11 лютого 2017). Тематика: Прогресивні зміни в початковій школі. Координаторка: Оксана Покорська, заступниця директорки LIKO-SCHOOL.
- Стрийська ЗОШ № 11 Львівської області. (23 лютого 2017). Тематика: Нова українська школа. Координатор: Сергій Запісов, директор Стрийської ЗОШ № 11.
- Луківська ЗОШ Закарпатської області (4 березня 2017). Тематика: Інноваційні технології в навчанні. Координаторка: Галина Левко, учителька інформатики та математики Довжанської ЗОШ.
- Миколаївська ЗОШ № 29 (17 березня 2017). Тематика: Школа — територія прав і демократії. Координаторка: Лариса Грицюк, директорка Миколаївської ЗОШ № 29.
- Вінницька ЗОШ № 35 (20 березня 2017). Тематика: Інформаційні технології та STEM-освіта. Координатор: Іван Стромило, учитель інформатики Вінницької ЗОШ № 35.
- Полтавська обласна гімназія-інтернат для обдарованих дітей імені А. С. Макаренка (25 березня 2017). Тематика: Нові формати освіти: навчаємо ефективно і з радістю. Координаторки: Тетяна Бондар, доцентка кафедри філософії і економіки освіти Полтавського обласного інституту післядипломної педагогічної освіти ім. М. В. Остроградського і Юлія Григоренко, учителька початкових класів Решетилівської ЗОШ.
- Охтирська гімназія Сумської області (27 березня 2017). Тематика: Обмін досвідом — шлях до взаємозбагачення. Координаторка: Оксана Мироняк, учителька англійської мови Охтирської гімназії.
- Маріупольська ЗОШ № 15 Донецької області (31 березня 2017). Тематика: Педагогіка партнерства. Координаторка: Тетяна Лугова, заступниця директора Маріупольської ЗОШ № 15.
- Херсонський академічний ліцей імені О. В. Мішукова (7 квітня 2017). Тематика: Розвиток емоційного інтелекту. Координаторка: Світлана Стельмах, учителька історії і правознавства Херсонського академічного ліцею імені О. В. Мішукова.

#### Афілійований міні-EdCamp
- Спеціалізована школа № 322 м. Києва (27 грудня 2016). Тематика: Духовно-моральний розвиток особистості в умовах сьогодення. Координаторка: Зінаїда Хоменко, психологиня спеціалізованої школи № 322 м. Києва.
- Запорізький педагогічний коледж (17 лютого 2017). Тематика: Сузір'я педагогічної думки. Координаторка: Людмила Остапенко, заступниця директора з навчально-виховної роботи Юльївського НВК
- Трудолюбівська ЗОШ Полтавської області (17 лютого 2017). Тематика: Виховання щасливих дітей. Координаторка: Валентина Федоряка, учителька математики Трудолюбівської ЗОШ
- П'ятихатська ЗОШ № 1 Дніпропетровської області (18 лютого 2017). Тематика: Формування соціокультурних компетентностей школярів через освітньо-педагогічну діяльність педагога. Координаторка: Вікторія Богданова, учителька хімії П'ятихатської ЗОШ № 1.
- Усатівський НВК «школа- гімназія» Одеської області (18 лютого 2017). Тематика: GoSchool. Шлях до нової української школи. Координаторка: Вікторія Кацарська, заступниця директора з навчально-виховної роботи Усатівського НВК «школа-гімназія»
- Полтавська спеціалізована школа-інтернат № 1 (25 лютого 2017). Тематика: ШКОЛА — стара, ДІТИ — нові: шляхи взаєморозуміння. Координатор: Леонід Мироненко, заступник директора, учитель Полтавської спеціалізованої школи-інтернату № 1
- Гімназія «Очаг» міста Харків (5 березня 2017). Тематика: Грамотність у ХХІ ст. — уміння навчатися, доучуватися й переучуватися. Координаторки: Євгенія Карлаш, учителька інформатики та математики гімназії «Очаг» та Ліліана Іонова, учителька початкових класів гімназії.
- Спеціалізована школа № 23 м. Мелітополя Запорізької області (21 березня 2017). Тематика: Бути громадянами — це… Координаторки: Наталія Кідалова, учителька англійської мови та української мови і літератури Спеціалізованої школи № 23, Наталія Савченко, учителька англійської мови та заступниця директора з виховної роботи Спеціалізованої школи № 23.
- Харківський санаторний навчально-виховний комплекс № 13 (24 березня 2017). Тематика: Навчальний заклад як простір освітніх можливостей. Координаторка: Галина Михайленко, директорка Харківського санаторного НВК № 13.
- Огіївський НВК Харківської області (25 березня 2017). Тематика: Реалізація Цілей Сталого Розвитку у сфері освіти до 2030 року: плани, перспективи, перші кроки. Координаторки: Валентина Какадій, віце-директорка з виховної роботи Огіївського НВК, Ганна Савельєва, учителька історії Огіївського НВК.
- Навчально-виховне об'єднання № 6 м. Кропивницький (1 квітня 2017). Тематика: HUB SCHOOL відчиняє двері. Координаторка: Надія Кравченко, директорка НВО № 6.
- Новоград-Волинський колегіум Житомирської області (5 квітня 2017). Тематика: Реалізація інноваційного потенціалу вчителя. Координаторка: Оксана Андрійчук, учителька історії та правознавства Новоград-Волинського колегіуму, Камілія Седлецька, директорка Новоград-Волинського колегіуму
- Глухівська ЗОШ № 2 Сумської області (8 квітня 2017). Тематика: Національно-патріотичне виховання — необхідна складова навчально-виховного процесу в школі. Координаторка: Алла Рябуха, директорка Глухівської ЗОШ № 2.[9]

### EdCamp-2016 у Харкові

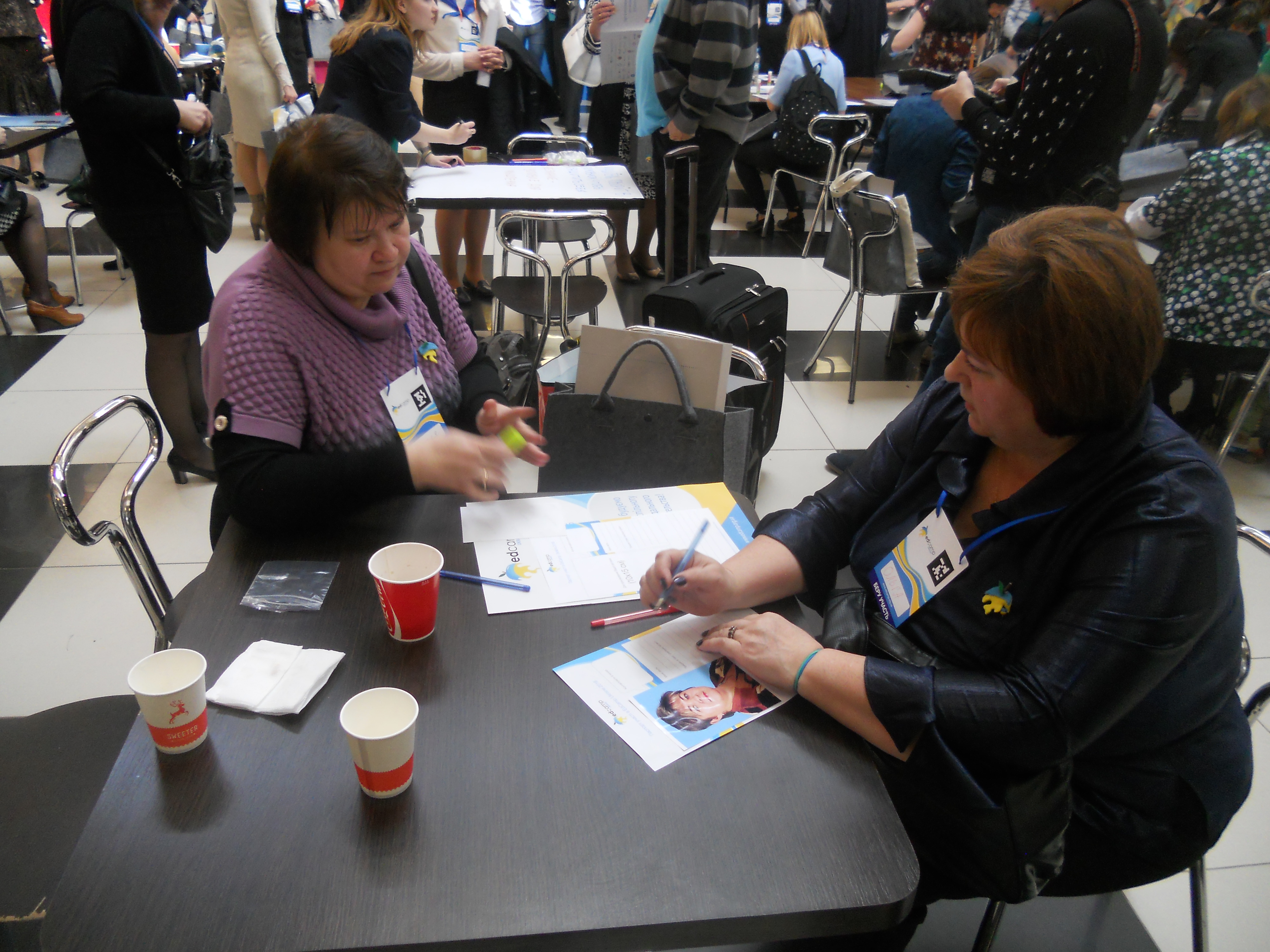
Заповнення анкет-реєстрації
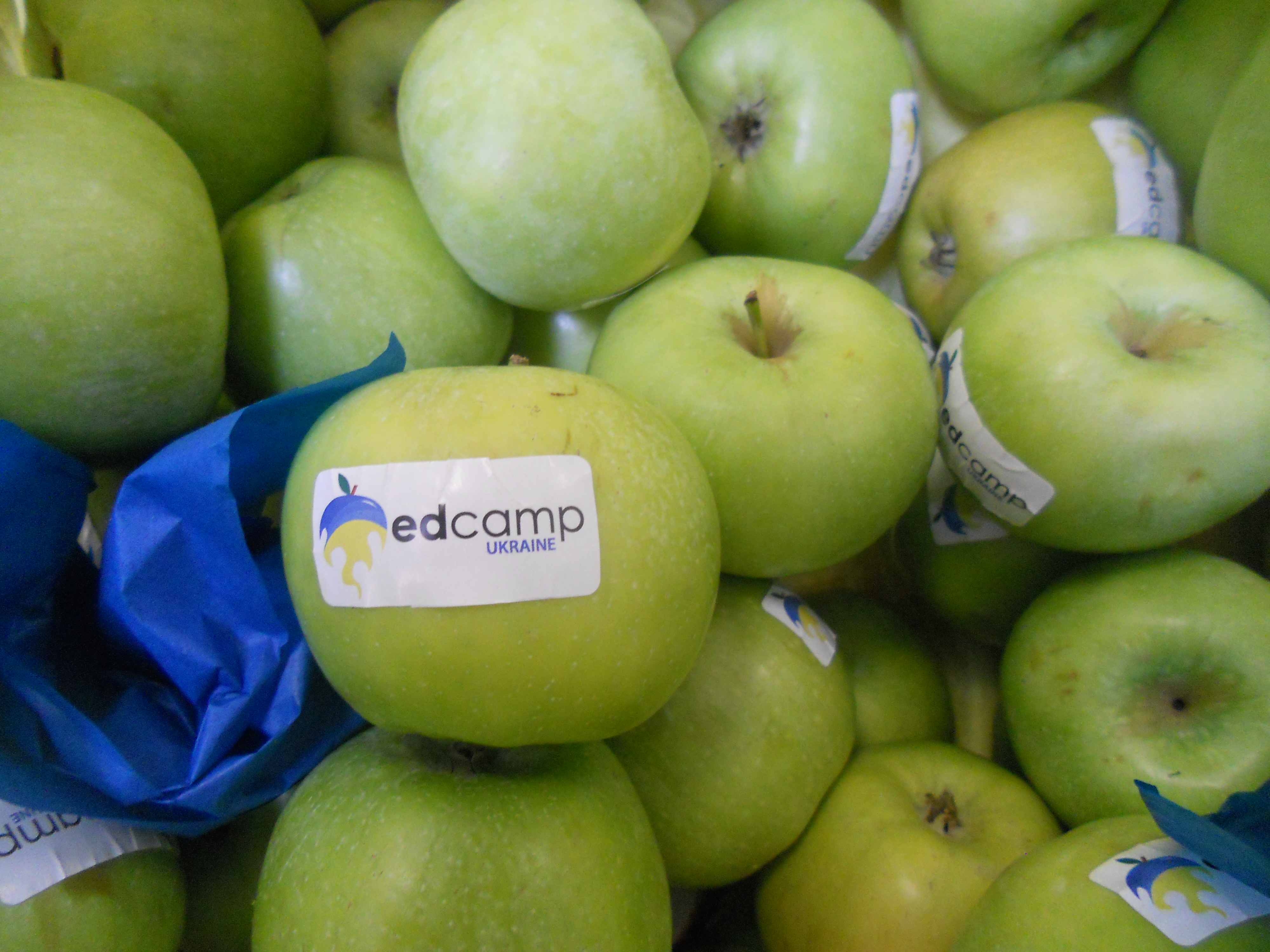
Яблуко-символ
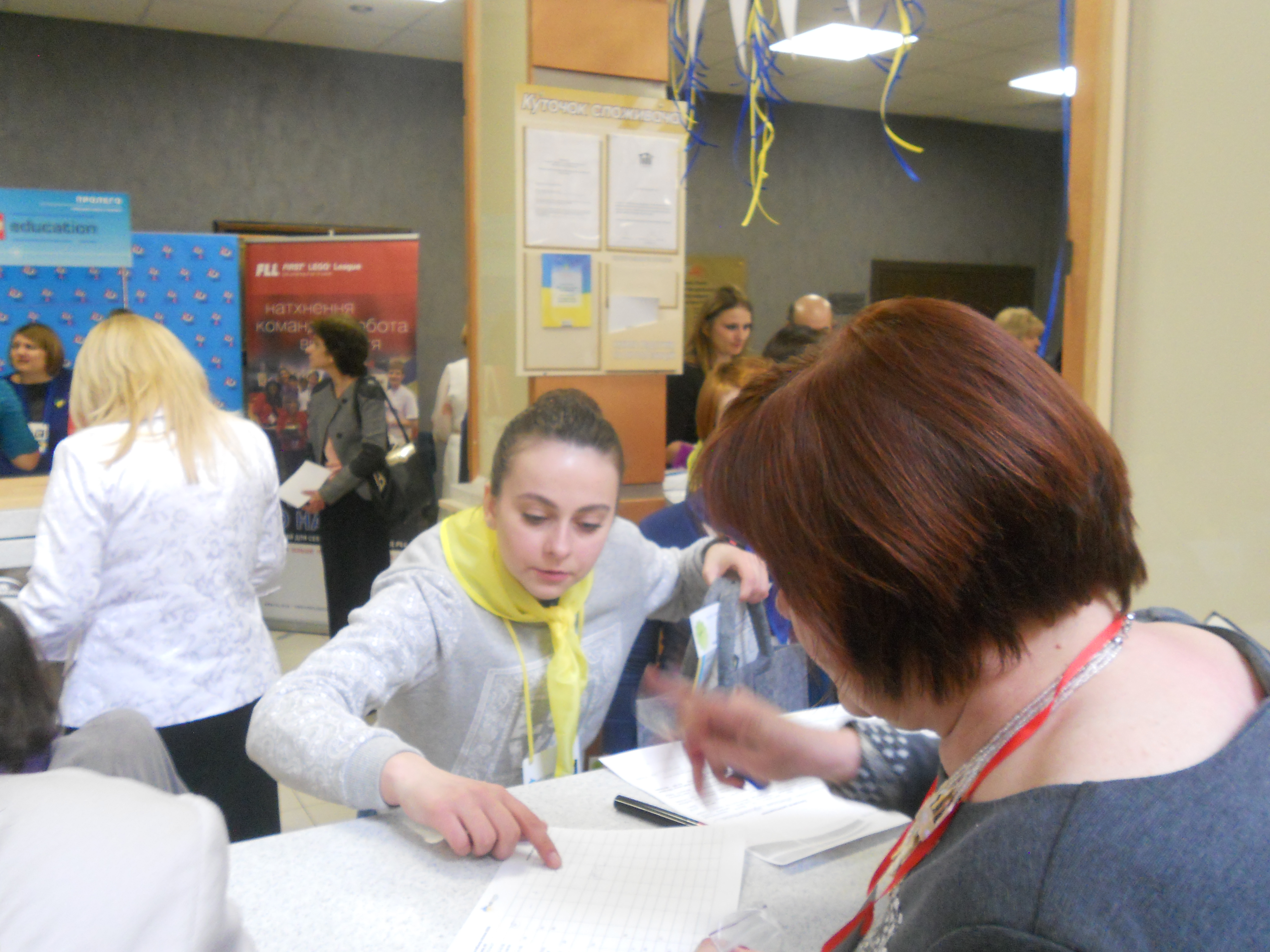
Заповнення анкет-реєстрації
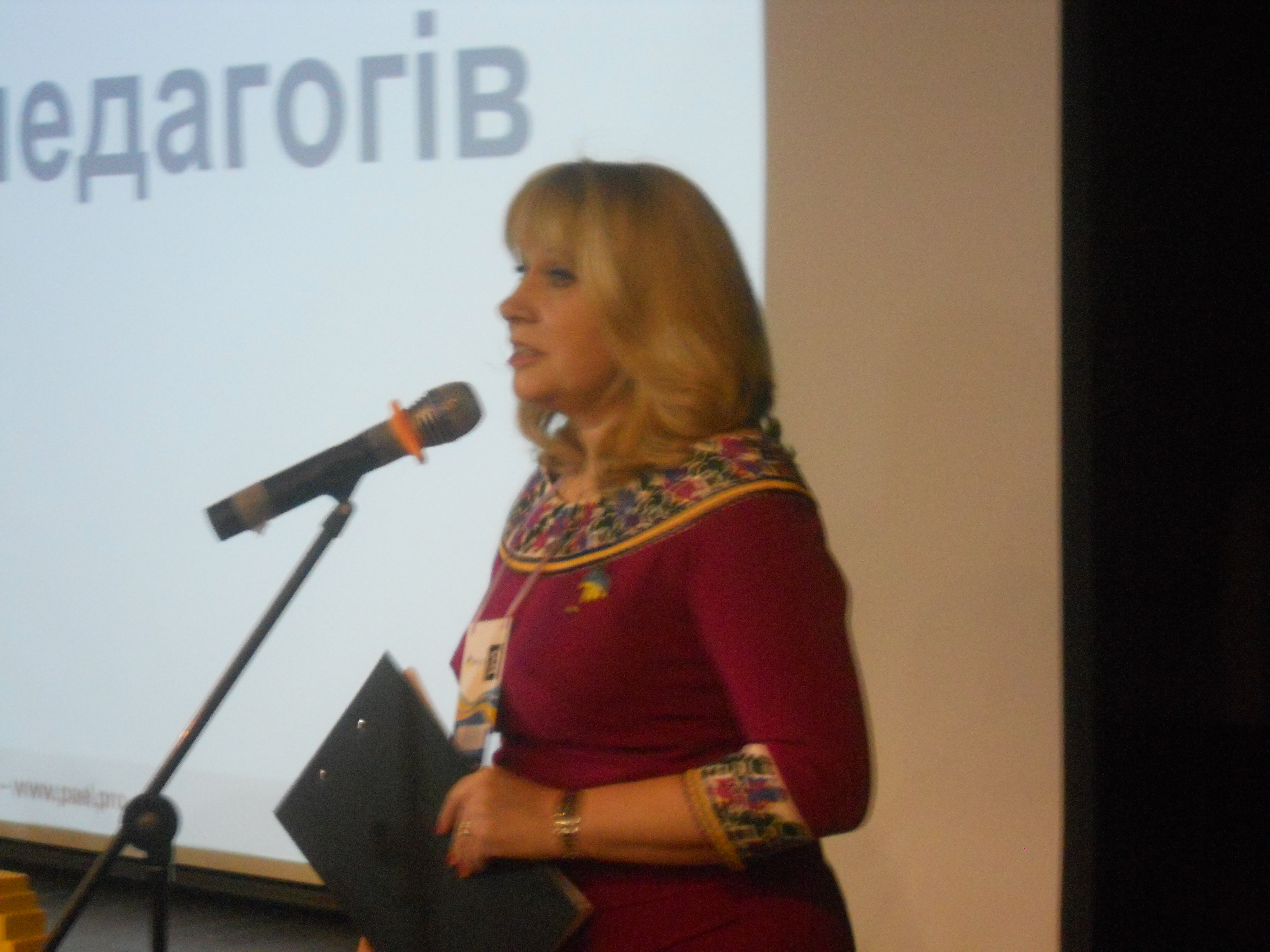
Відкриття EdCamp-2016, ведуча — Марина Пащенко
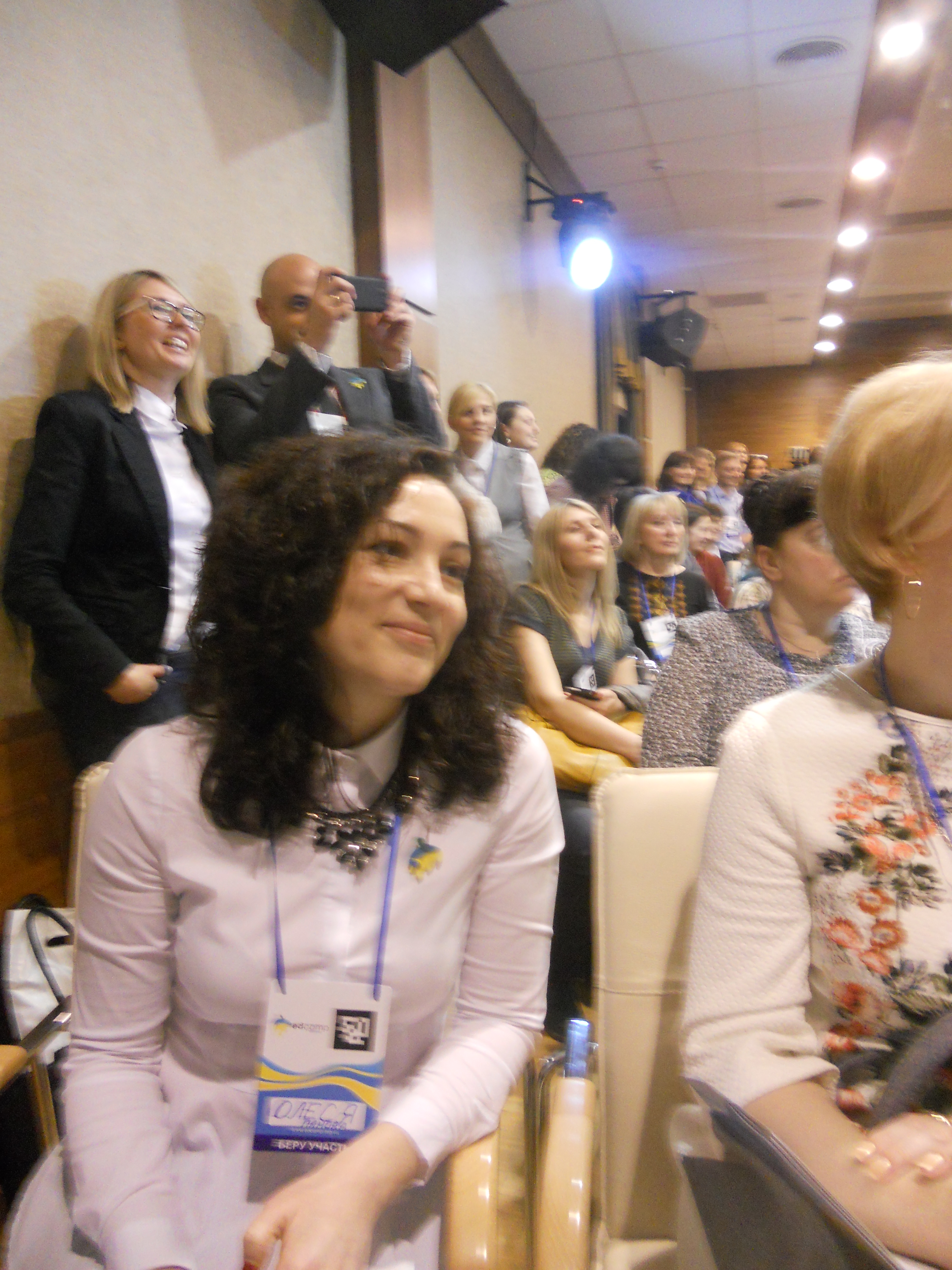
Учасники на відкритті заходу
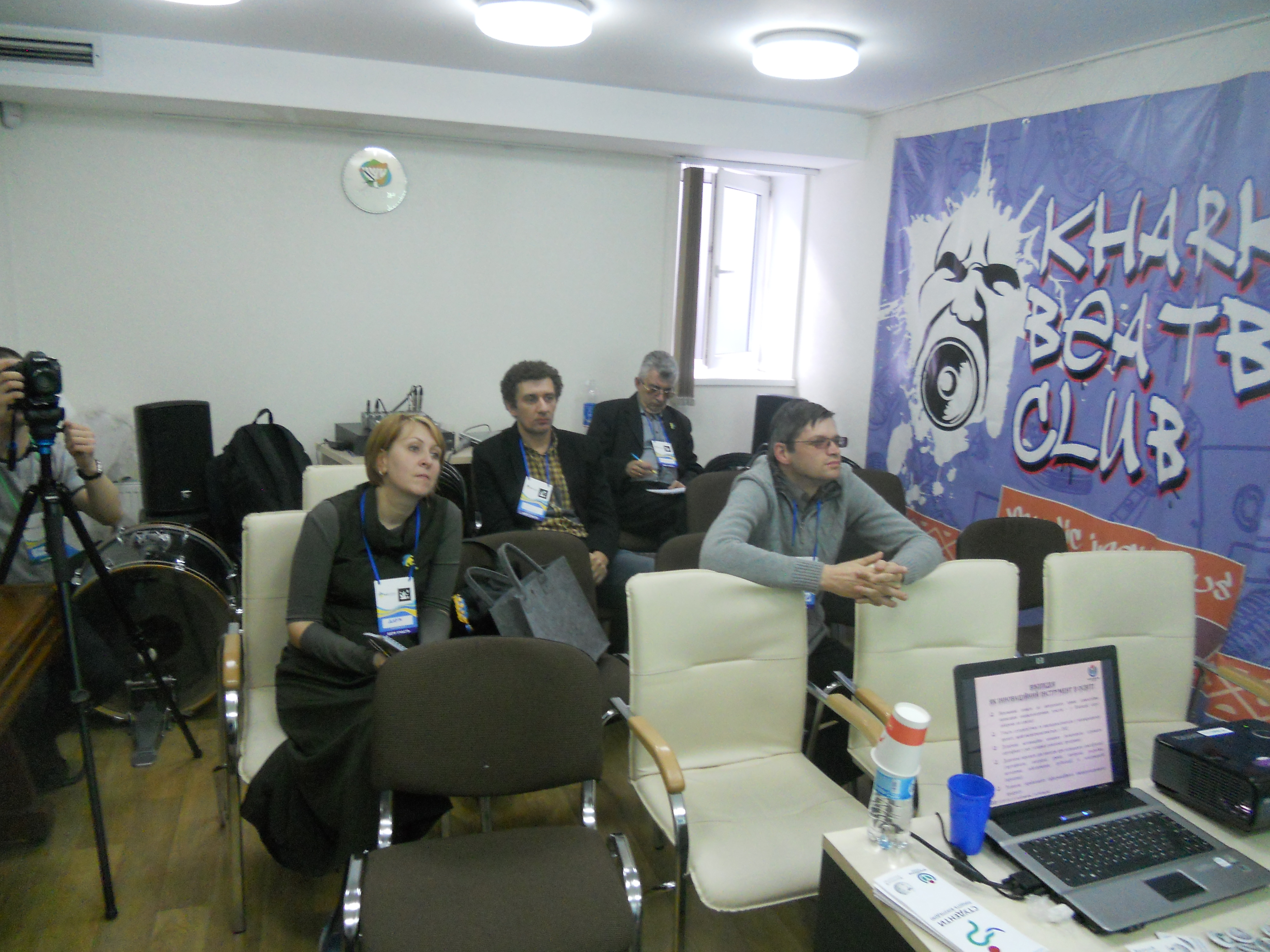
Презентація Вікіпедії
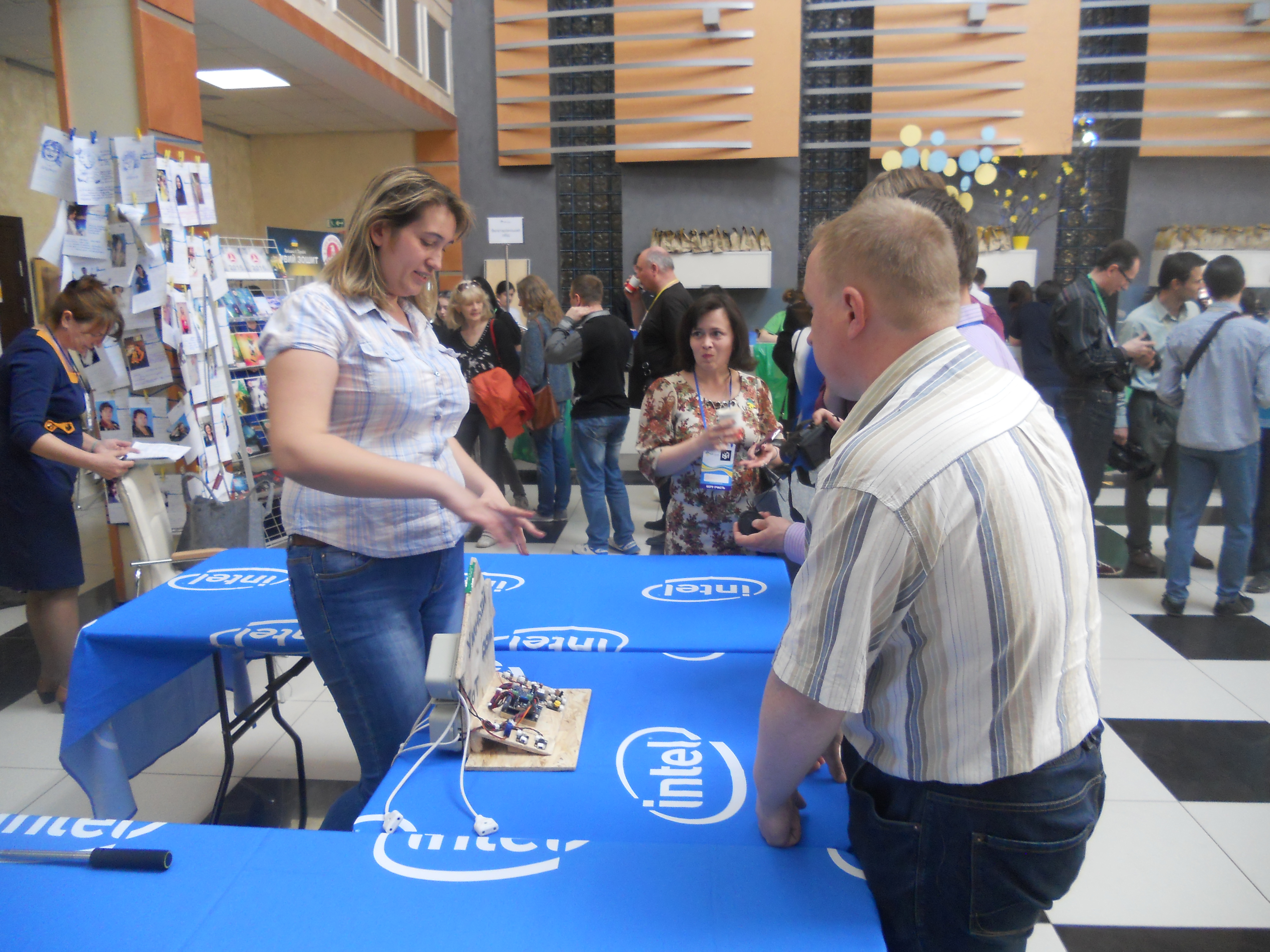
Інтел, розумний дім
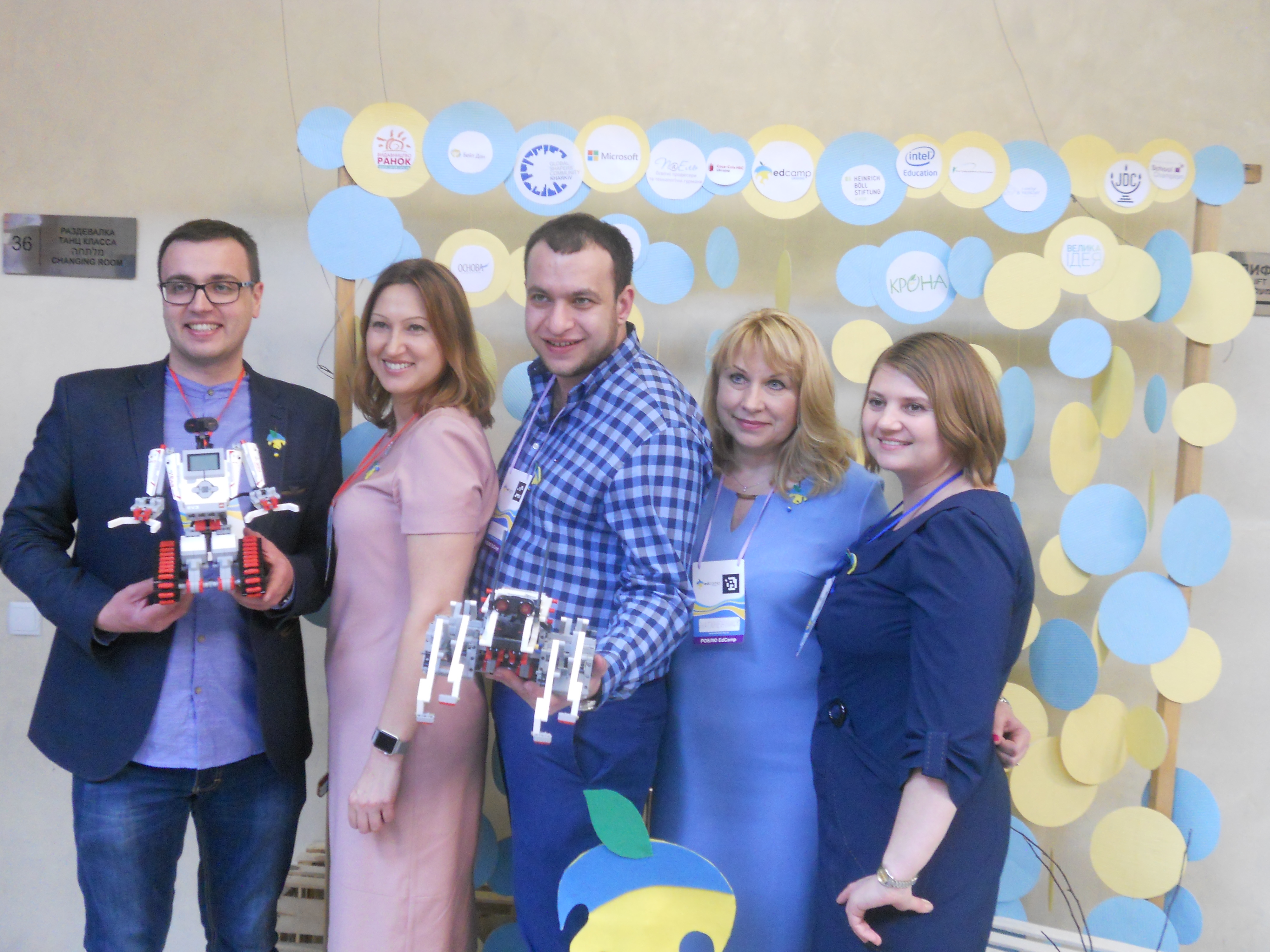
Організатори (Олександр Елькін та Марина Пащенко) із учасниками
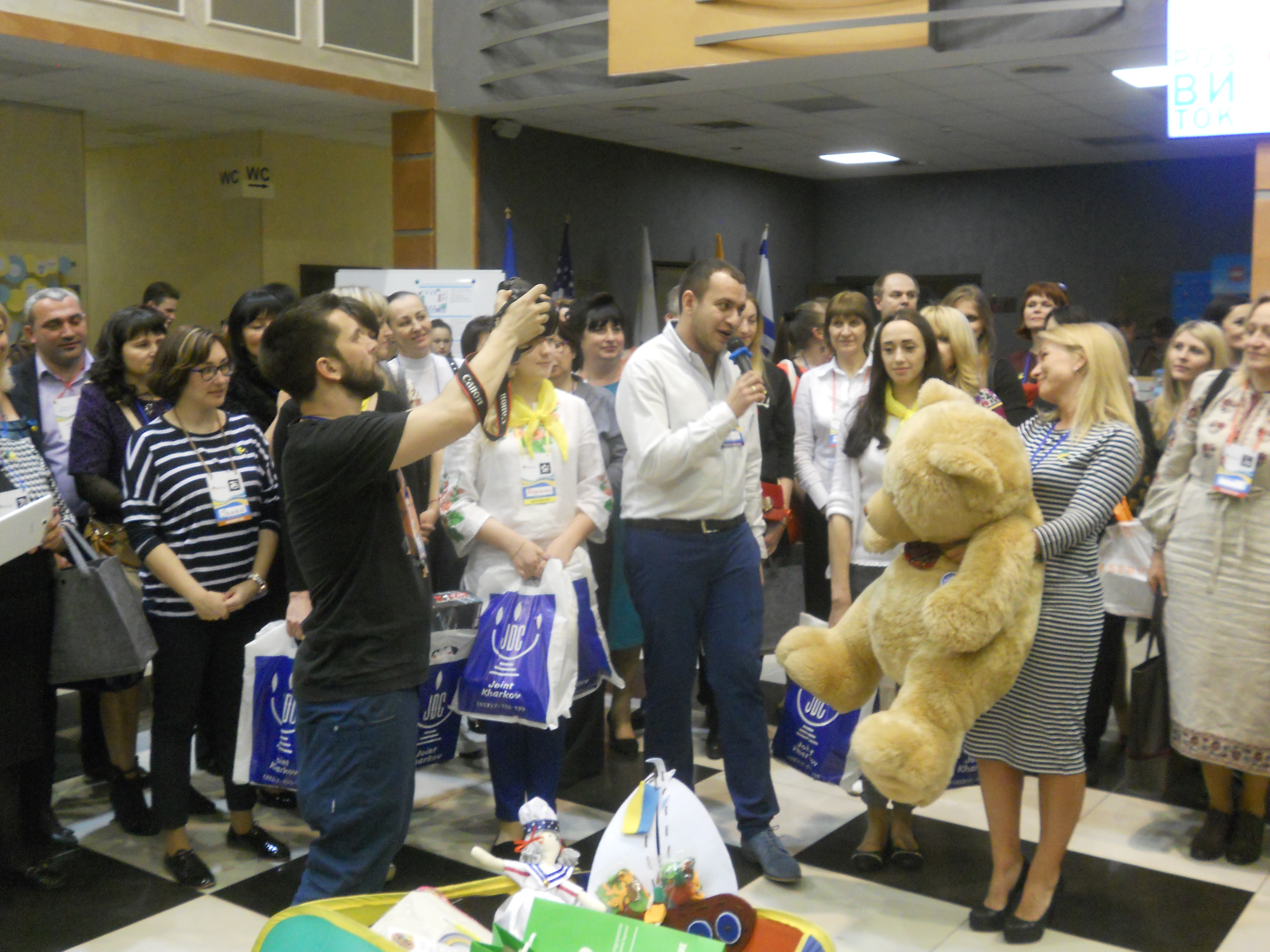
Гала-вечеря, розважальна програма
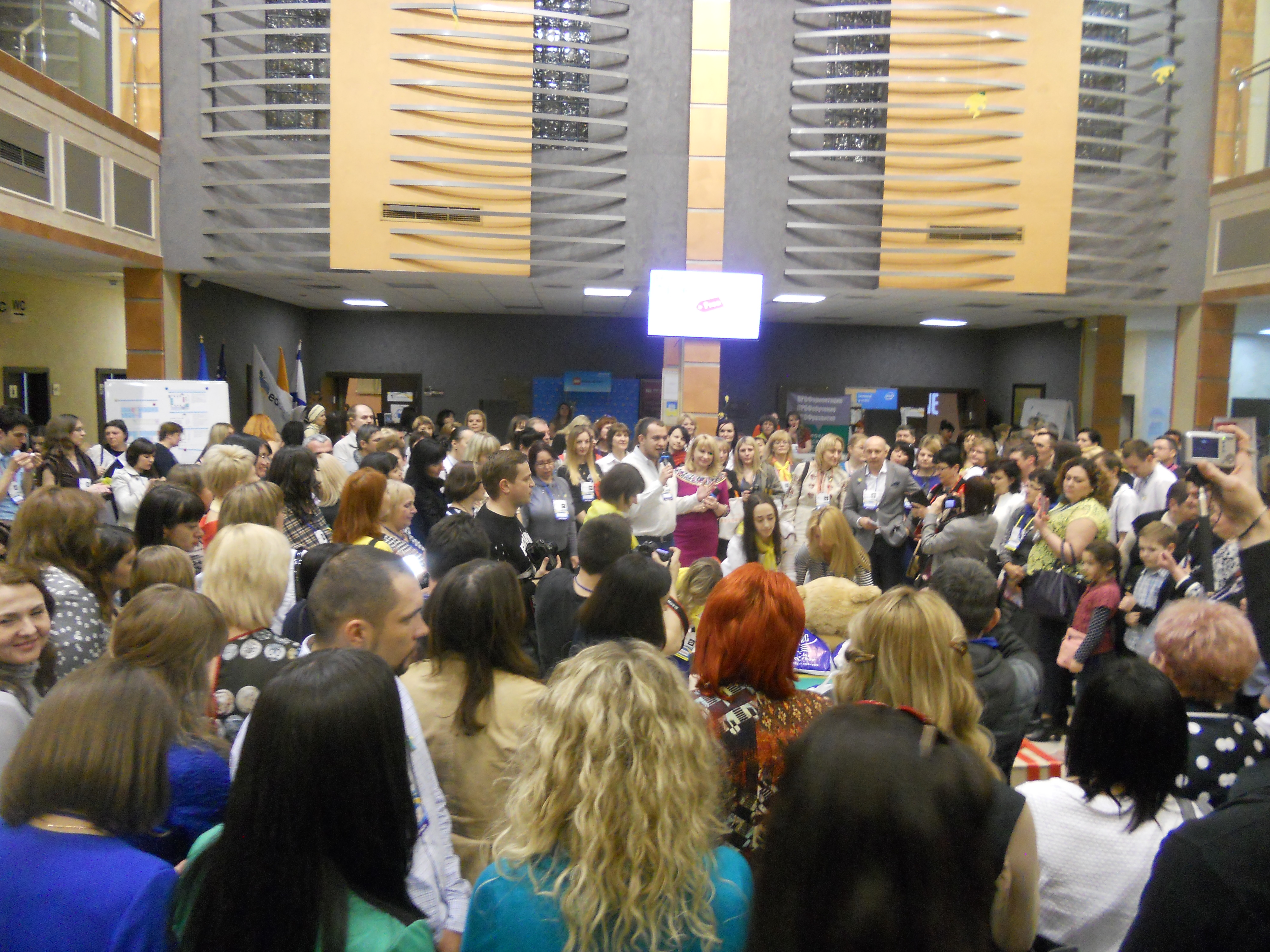
Подарунки дітям
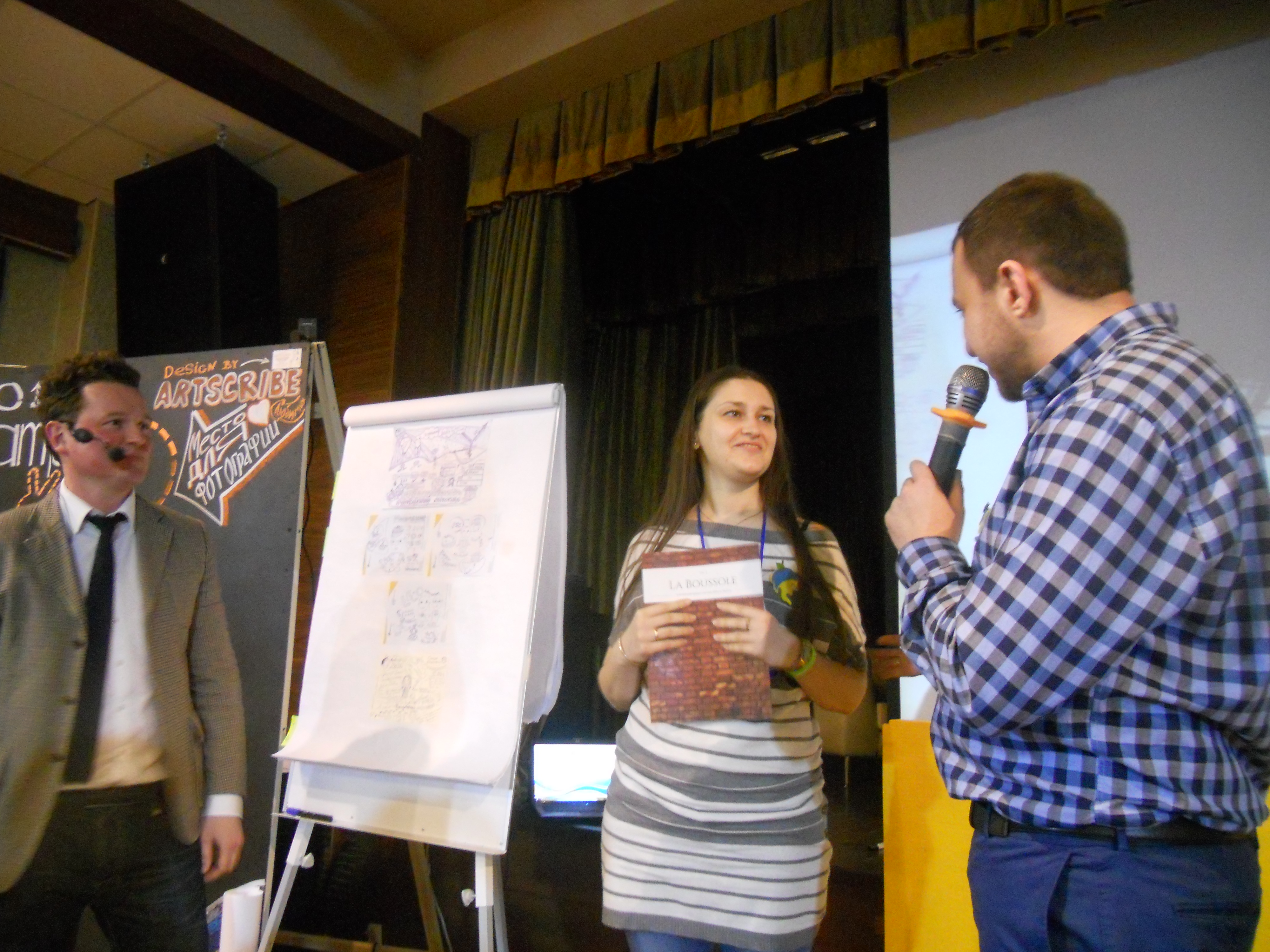
Арт-скрайбінг, переможиця
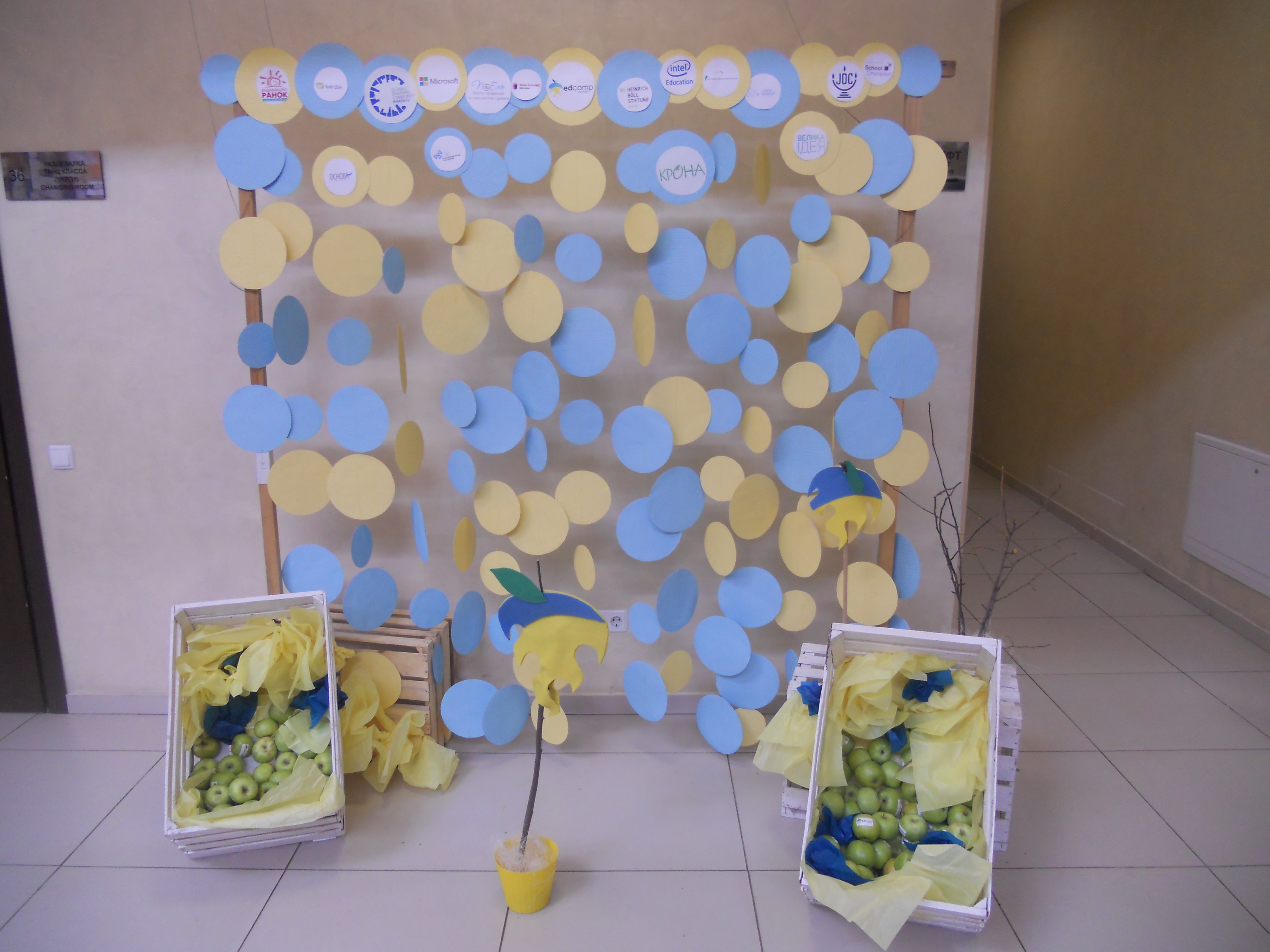
Стенд із логотипами
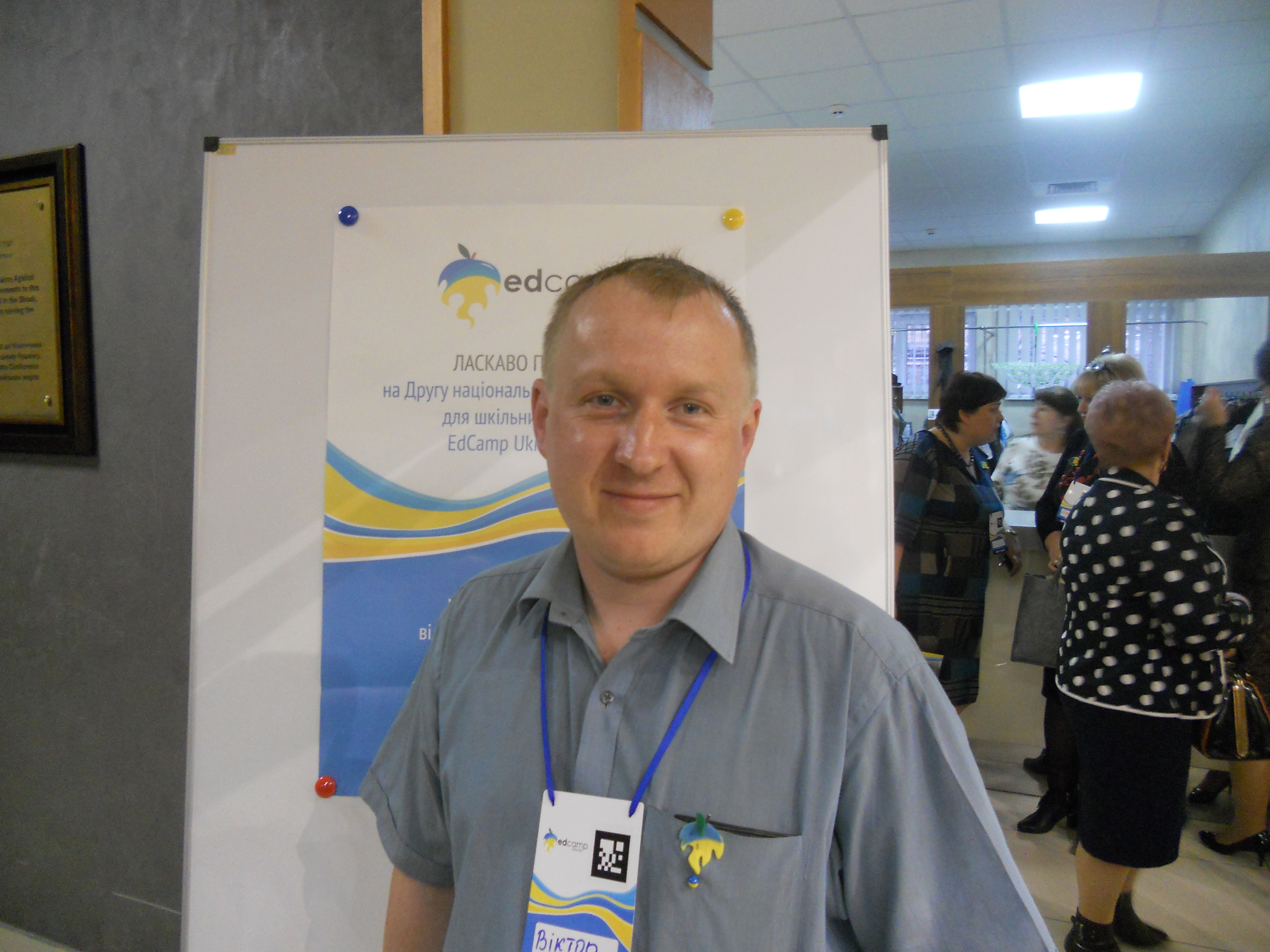
Один із учасників
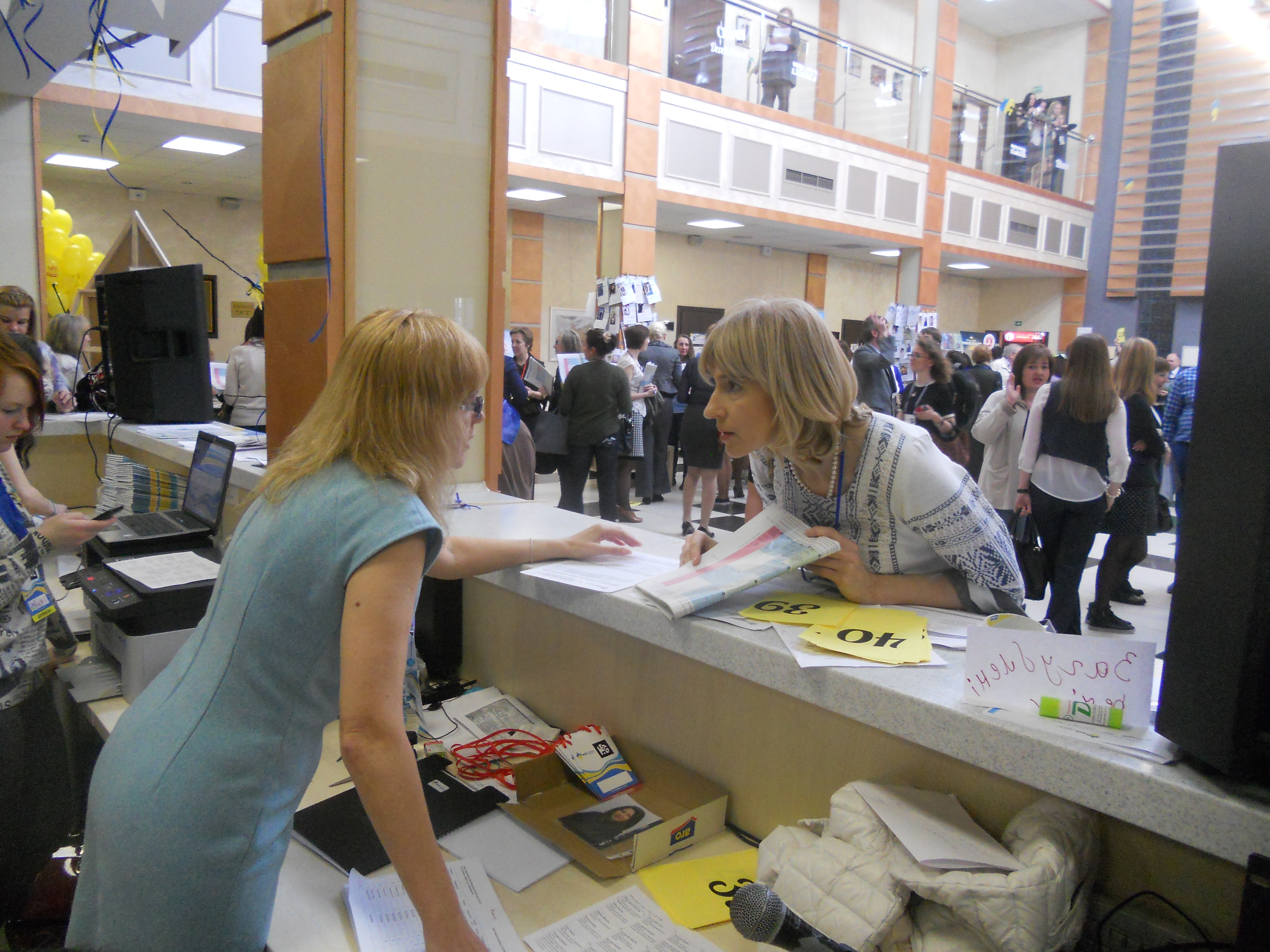
Спідгікінг
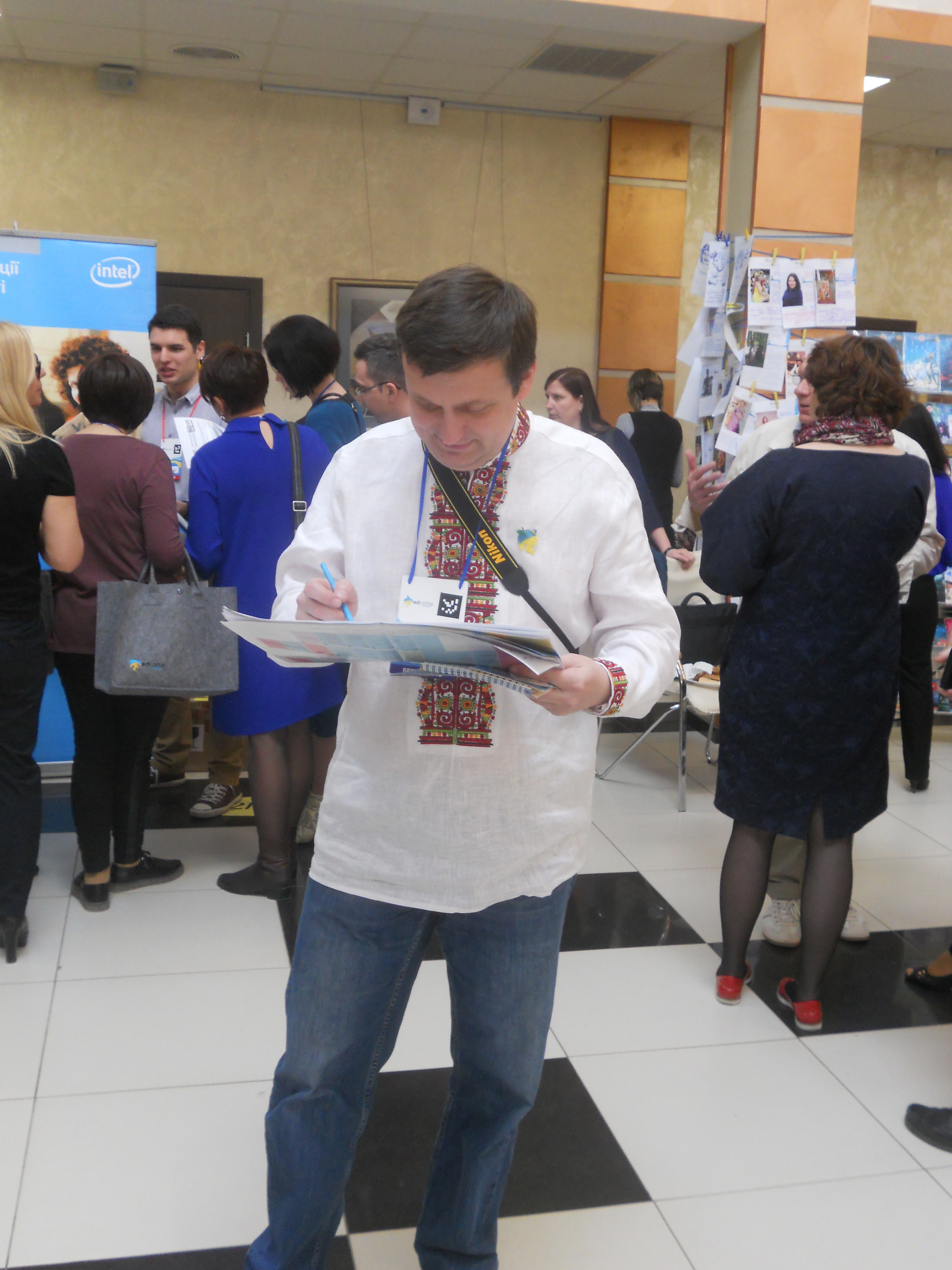
Спідгікінг - куди податися?
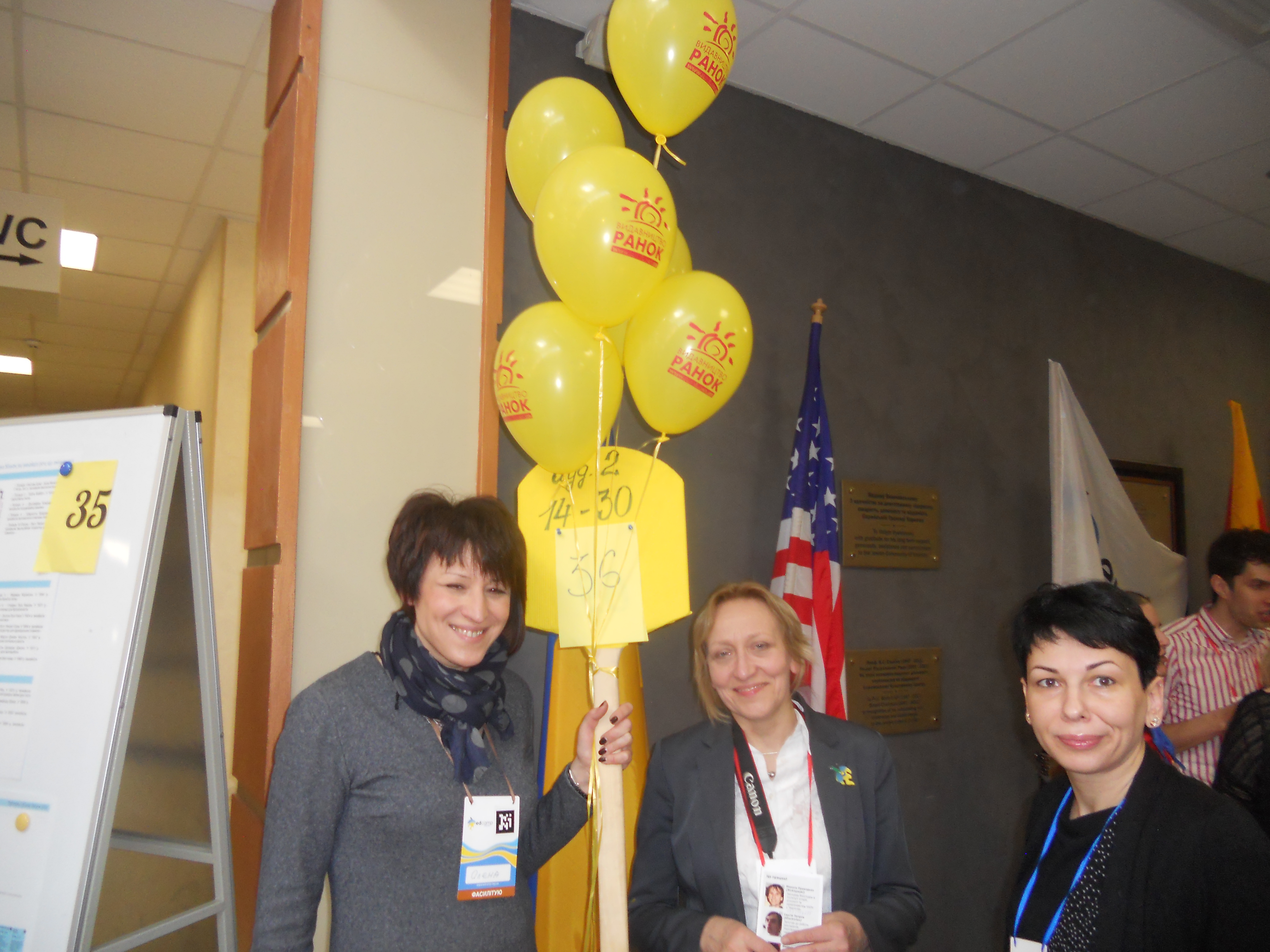
Спідгікінг - спікери
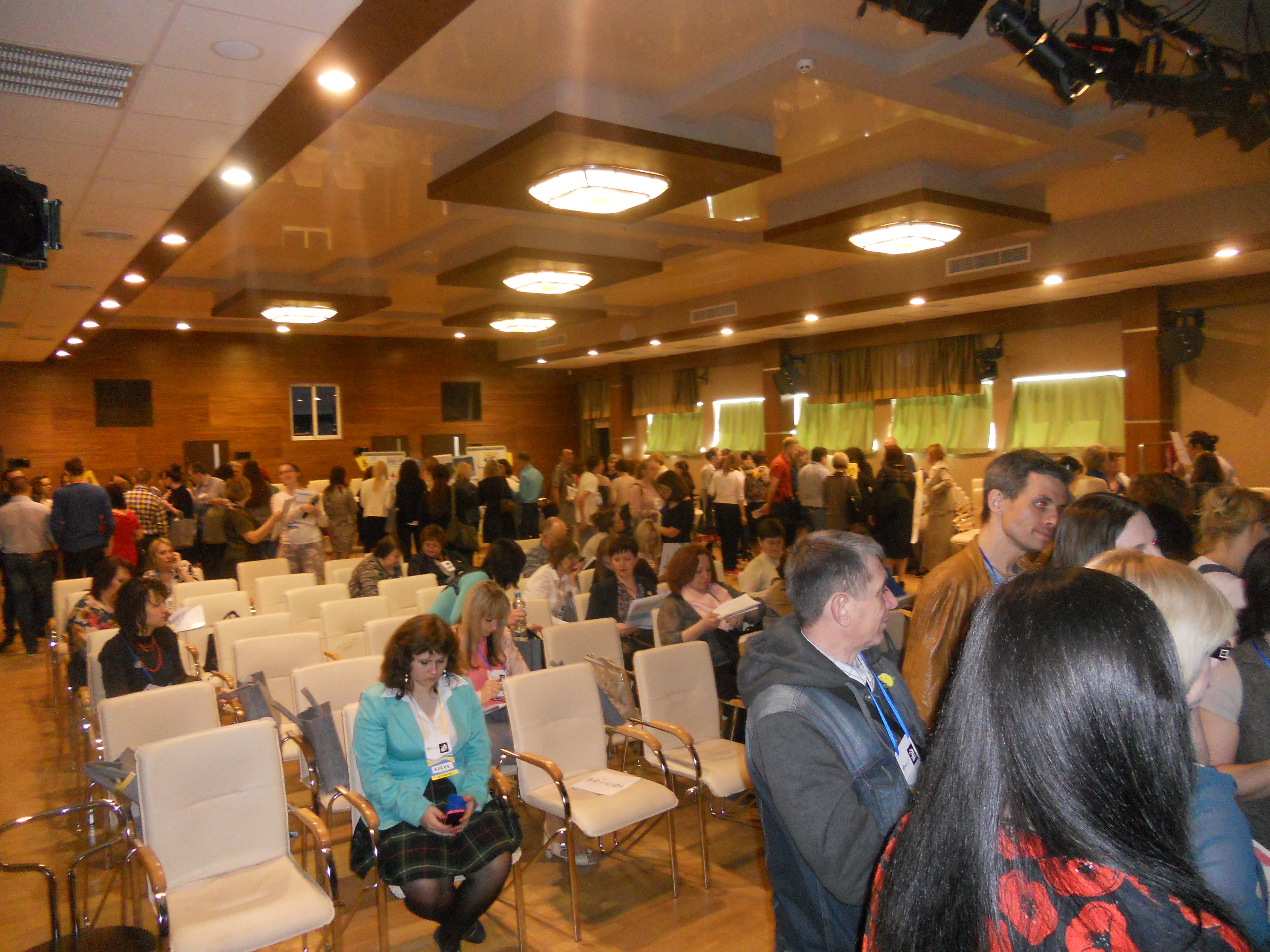
Спідгікінг - продовження у залі
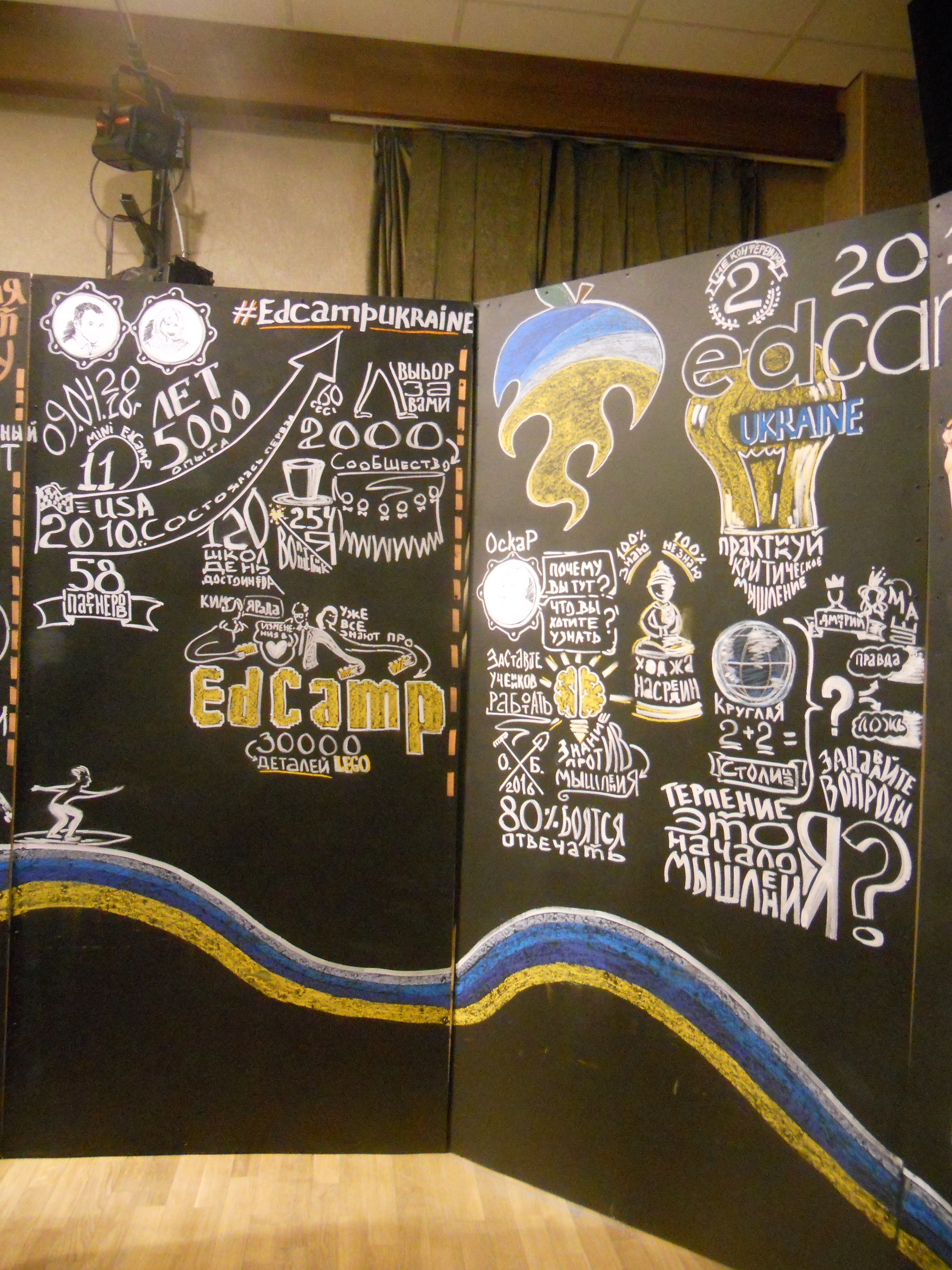
арт-скрайбінг в останній день

### міні-EdCamp-2016 уЧеркасах

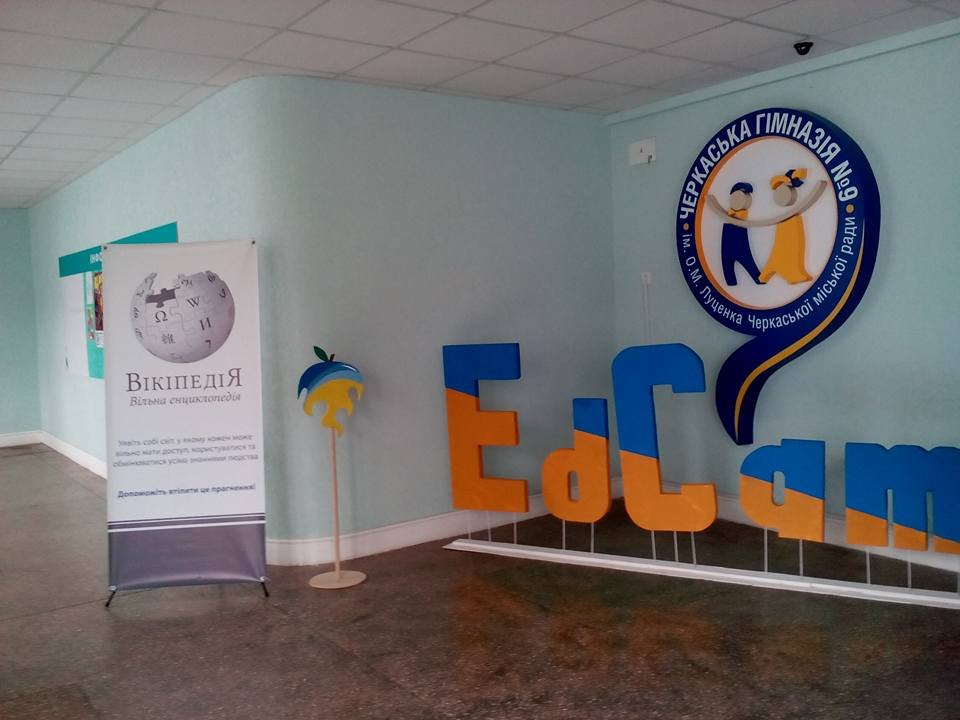
Логотипи EdCamp і Вікіпедії
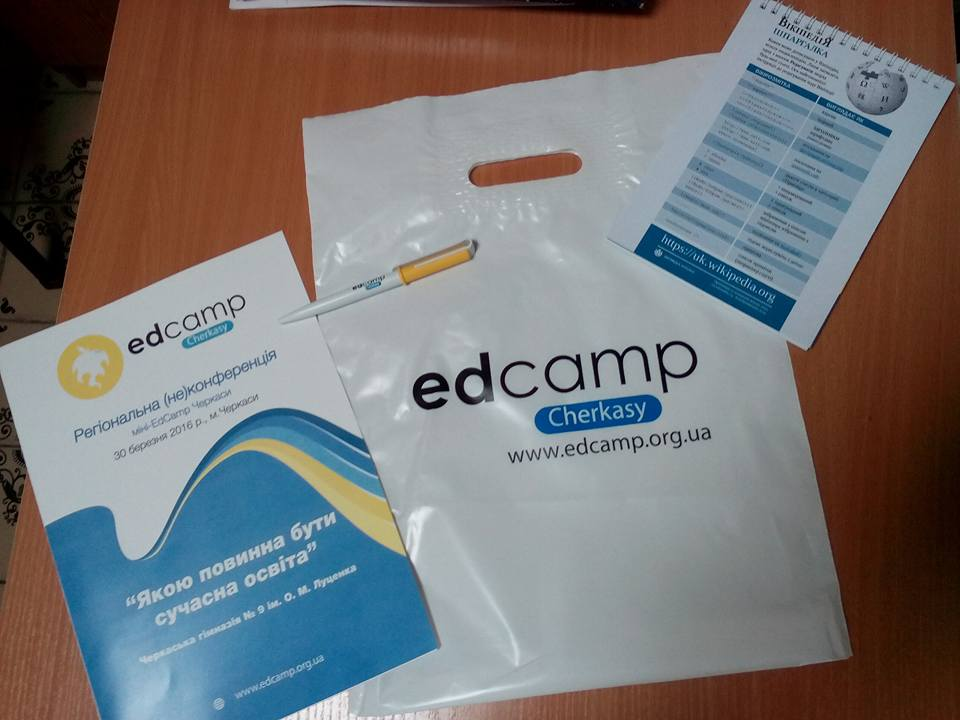
Роздатковий матеріал
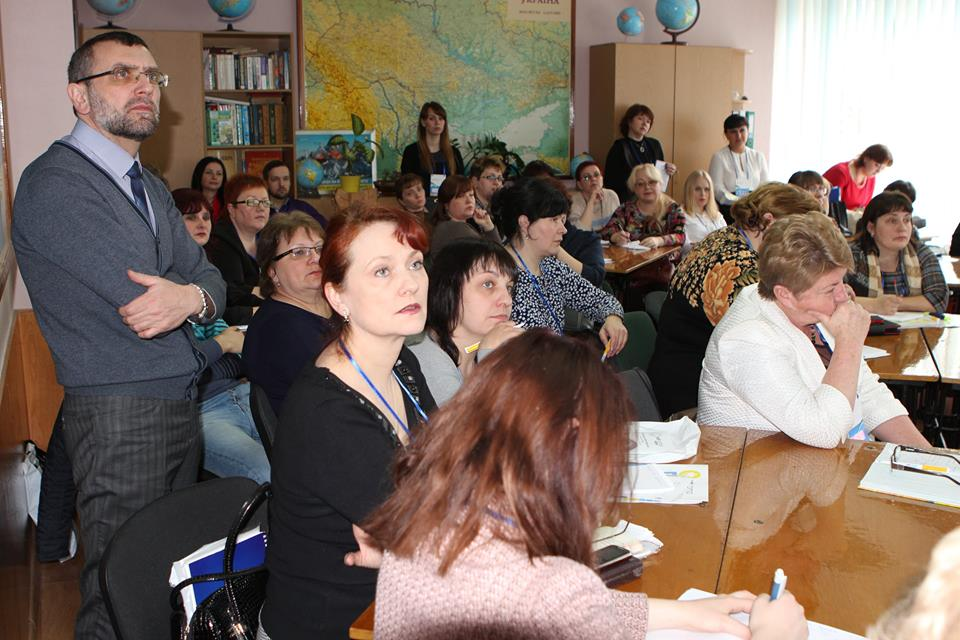
Під час заходів